# Ealingkomedi

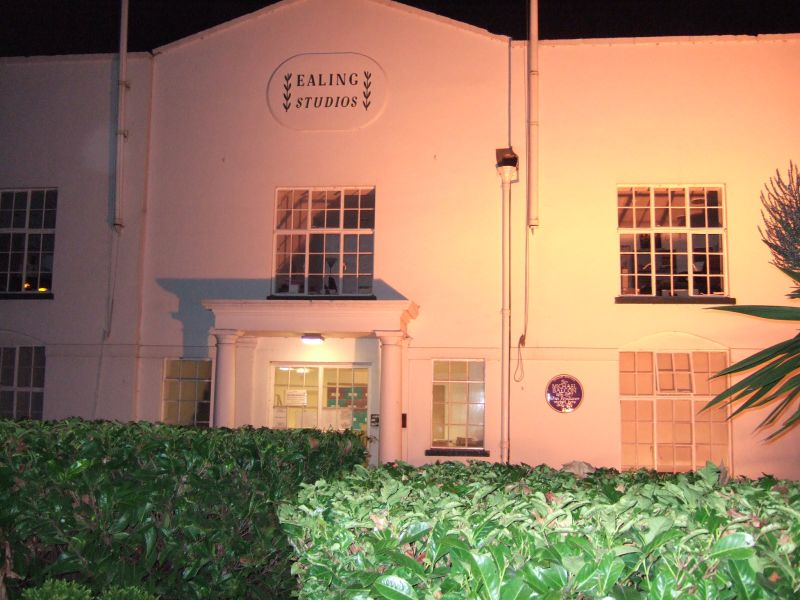
Ealing Studios i London.

Ealingkomedi är ett samlingsnamn på en serie komedifilmer som producerades av det brittiska filmbolaget Ealing Studios mellan 1947 och 1957. Sex av dessa kom med på British Film Institutes lista över de 100 bästa brittiska filmerna genom tiderna från 1999.

## Produktion
Ealingkomedierna är inte en filmserie utan varje enskild film står för sig själv. Däremot återkom en grupp medarbetare i flera filmer. Som regissör använde man Henry Cornelius, Charles Crichton, Charles Frend, Robert Hamer, Alexander Mackendrick eller Michael Relph. Skådespelare som förekommer flitigt inkluderar Peggy Cummins, Joan Greenwood, Alec Guinness, Stanley Holloway, Moira Lister, Edie Martin, Cecil Parker och Philip Stainton

## Filmer
- 1947 – Joe och gänget
- 1948 – Another Shore
- 1949 – Biljett till Burgund
- 1949 – Massor av whisky
- 1949 – Sju hertigar
- 1949 – Vilse i London
- 1950 – The Magnet
- 1951 – Jag stal en miljon
- 1951 – Mannen i den vita kostymen
- 1952 – His Excellency
- 1953 – Blixten från Titfield
- 1953 – Hin Håle i högform
- 1954 – Kärlekslotteriet
- 1954 – Maggie på drift
- 1955 – Han, hon och katten
- 1955 – Ladykillers
- 1956 – Privatdeckar'n
- 1957 – Vi sitter i sjön